# Верхивкер, Григорий Петрович
Григорий Петрович Верхивкер (19 апреля 1927, Одесса — 17 сентября 2012, Одесса) — советский и украинский учёный в области теплофизики, технической термодинамики и энергетики, доктор технических наук (1990), профессор (1990).

## Биография
Родился в Одессе в семье бухгалтеров — участника Великой Отечественной войны Пинхоса (Петра) Иосифовича Верхивкера и Берты Иосифовны Берензон. В начале Великой Отечественной войны был с матерью эвакуирован в Барнаул. В 1949 году окончил Одесский политехнический институт по специальности инженер-теплотехник. До 1953 года работал в Днепродзержинске и на ТЭЦ ЮЖМАШа в Днепропетровске — старшим дежурным инженером, начальником цеха КИП (контрольно-измерительных приборов) и автоматики. По возвращении в Одессу работал в проектной организации, затем на заводе имени Дзержинского и, наконец, на кафедре теплофизики в Одесском мукомольном институте имени М. В. Ломоносова, где защитил диссертацию кандидата технических наук по теме «Термодинамический анализ схем парогазовых установок» под руководством Д. П. Гохштейна (1961). При реорганизации вузов был вместе со студентами переведён на кафедру инженерной теплофизики и атомных электростанций в Одесский институт холодильной промышленности (1964) и в 1971 году — в Одесский политехнический институт, где работал до конца жизни.
Основные научные труды в области энергетических технологий, в том числе тепловых и атомных электростанций, в частности термодинамической оптимизации бинарных газопаровых установок, схем и циклов теплоэнергетических установок и атомных электростанций. Совместно с Д. П. Гохштейном разработал метод термодинамического анализа сложных систем, основанный на последовательном уменьшении числа источников потерь от необратимости и получивший название «метода вычитаний».
Заслуженный энергетик Украины (2003), Почётный работник атомной энергетики Украины (2003).

## Семья
- Жена — врач-рентгенолог Людмила Иосифовна Балабан (1927—2009), дочь учёного-рентгенолога Иосифа Яковлевича Балабана[7].
  - Сын — доктор технических наук Яков Григорьевич Верхивкер (род. 1951), профессор кафедры биотехнологий, консервированных продуктов и напитков Одесской национальной академии пищевых технологий, директор НИИ зерна и пищевых продуктов, лауреат Государственной премии Украины в области науки и техники (2004).

## Монографии
- Д. П. Гохштейн, Г. П. Верхивкер. Проблема повышения К. П. Д. паротурбинных электростанций. М.—Л.: Госэнергоиздат, 1960. — 208 с.
- Д. П. Гохштейн, Г. П. Верхивкер. Анализ тепловых схем атомных электростанций. Киев: Вища школа, 1977. — 240 с.
- Г. П. Верхивкер. Теплогидравлические расчёты ядерных реакторов. Одесса: ОПИ, 1981. — 96 с.
- Д. П. Гохштейн, В. С. Киров, В. В. Фисенко, Г. П. Верхивкер. Циклы и тепловые схемы АЭС с высокотемпературными реакторами. Киев: Вища школа, 1983. — 202 с.
- Д. П. Гохштейн, Г. П. Верхивкер. Применение метода вычитания к анализу работы энергоустановок. Киев: Вища школа, 1985. — 81 с.
- В. М. Бродянский, Г. П. Верхивкер, Я. Я. Карчев, И. Л. Лейтес, С. В. Дубовской. Эксергетические расчёты технических систем: справочное пособие. Киев: Наукова думка, 1991. — 360 с.
- Г. П. Верхивкер, В. П. Кравченко. Основы расчёта и конструирования ядерных энергетических реакторов. Одесса: ТЕС, 2008. — 409 с.
- Г. П. Верхивкер, В. П. Кравченко, В. А. Дубковский. Теплоснабжение от атомных электростанций. Одесса: ВМВ, 2010. — 486 с.